# シャネルNo.5

香水　シャネル N°5

シャネル N°5（Chanel N°5） は、パリのオートクチュールデザイナーだったガブリエル・ココ・シャネルが初めて送り出した香水である。読み方は、フランス語では"シャネル・ニューメロ・サンク"、英語では"シャネル・ナンバー・ファイブ"となる。
その香りを生み出す化学式を組成したのは、ロシア系フランス人科学者で調香師のエルネスト・ボーである。

## 新しい香りという発想
伝統的に、女性が身に着ける香りは、大きく二つに分類されていた。『まともな』女性は、単一の園芸花のエッセンスを支持した。動物系のムスクやジャスミンを多用した、セクシャルで挑発的な香りは、売春婦やクルチザンヌ（高級娼婦）等のいかがわしい女を連想するとされた。シャネルは、1920年代の自由な精神を有する現代女性の心に訴えかける香りが求められているのを感じていた。

## N°5 という名前
シャネルは12歳の時に修道院に併設の孤児院に預けられ、その後6年間に渡り厳しい戒律の下で生活した。この修道院は、12世紀にシトー修道会によりオーバジーヌに設立された。オーバジーヌでの生活の初期の段階から、5という数字はシャネルに関わりが多かった。シャネルは、5という数字に純粋で神秘的なものを感じていた。シャネルが毎日祈りに通った聖堂の通路には、5の数字を繰り返すパターンが描かれていた。修道院の庭は、五弁の花弁をもつゴジアオイがたくさん咲く青々とした山腹に囲まれていた。
主席調香師のエルネスト・ボーに、現代的で革新的な香りの開発を依頼した。1920年、香水の試作品が入ったガラスの小瓶が、1から5、20から24の番号を振られてシャネルの前に並べられると、彼女は5番目の小瓶に納められた資料組成を選び出した。シャネルは、ボーに次のように語っている。「ドレスコレクションを、5番目の月である5月の5日に発表する。この5番めのサンプルの名前は、運がいい名前だからそのまま使う。」

## 瓶のデザイン
ラリックやバカラの登場により、香水瓶のデザインは華美で精緻、凝ったものが一般化していたが、シャネルの思い描くデザインは、その流れに逆らうものだった。
彼女は「非常に透明な、見えない瓶」でなければならないと考えていた。通常この香水瓶の、角を落とした長方形のデザインは、シャルベ (en) の洗面用化粧品の瓶に影響されたと考えられている。シャネルの恋人だったアーサー・カペルが愛用した革製の旅行鞄に、このシャルベの瓶が装備されていたという。また、カペルの持っていたウイスキーデキャンタを気に入って、その「高価な、極上の、風情のあるグラス」を再現したのだという説もある。
1919年当時のシャネルN°5の香水瓶は、現在のものとは違うデザインだった。最初の容器は、小さくてほっそりした、丸い肩を持つもので、顧客を選ぶためシャネルのブティックでのみ販売された。
1924年に「パルファム・シャネル」が設立された際、ガラスの強度が運搬や配達には不足していることがわかった。そのため角を落とした四角いデザインの瓶に変更されたが、大きなデザインの変更はこれが唯一である。
1924年に刊行された「パルファム・シャネル」の販売パンフレットでは、香水容器について次のように説明している。「製品が完璧だからこそ、ガラス工の技術に慣習的に頼ることを潔しとしない。並ぶもののない品質、ユニークな構成、クリエイターの芸術的個性を表現した、香水の貴重な一滴によってのみ装飾されたシンプルな瓶は、マドモアゼルのお気に入りとなるだろう。」
1924年以来、瓶のデザインは同じものが引き継がれているが、栓のデザインは何度も変更がなされている。オリジナルの栓は、小さなガラスのものだった。シャネルブランドを象徴する八角形の栓は、1924年に瓶の形状が変更された時から使用されている。1950年代には、より厚く大きなシルエットの栓になり、斜角のカットが施された。1970年代に栓はさらに目立つものとなったが、1986年にバランスを訂正し、栓のサイズは瓶の大きさに釣り合うようになった。
バッグに入れて持ち運べるサイズの小瓶は、1934年に導入された。統一小売価格と容器サイズは、より幅広い顧客にアプローチするために開発された。これにより、大瓶の価格では高価すぎると感じていた顧客を取り込み、販売促進することに成功した。
香水瓶は、数十年を経てそれ自体が文化的意味合いを持つ人工産物となり、1980年代半ばにアンディ・ウォーホルは「広告：シャネル」と題したシルクスクリーンのポップアート作品で、香水瓶を偶像として取り扱っている。
2014年クルーズコレクションでは、このボトルと同型の筐体を持つバッグが展開された。

## 「パルファム・シャネル」を巡る争い
1924年、シャネルはピエールとポールのヴェルテメール兄弟と契約を結び、社団法人 「パルファム・シャネル」を設立した。ヴェルテメール兄弟は、1917年よりブルジョワ社取締役を務めていた。ヴェルテメール兄弟は、シャネルN°5 の生産、マーケティング、流通の資金調達をすべて引き受けることに同意した。彼らは会社の株の70パーセントを保持し、パリの百貨店ギャラリー・ラファイエットの創始者テオフィル・バデ(fr)が20パーセントを獲得した。
バデは、1922年にロンシャン競馬場でシャネルとピエール・ヴェルテメールを引き合わせて事業の仲介に尽力した人物である。シャネルは自分の名の使用を 「パルファム・シャネル」に許可し、株の10パーセントを手元に残した上で、彼女自身はすべての経営から手を引くことになった。この取り決めに不満を持ったシャネルは、「パルファム・シャネル」の経営権を取り戻すべく、20年以上働きかけた。彼女はピエール・ヴェルテメールを「私をだました泥棒」と呼んだ。
第二次世界大戦中にナチスはユダヤ人所有の資産や企業を押収したが（アーリア化）、シャネルにとっては、「パルファム・シャネル」とその主力商品であるシャネルN°5が生み出す全ての金融資産を取り戻す機会だった。
「パルファム・シャネル」取締役のヴェルテメール兄弟はユダヤ人であり、シャネルは自身が「アーリア人」である立場を利用して、独占所有の権利を公認するようドイツ当局に働きかけた。
1941年の5月5日、シャネルは、ユダヤ人の金融資産の処置を裁定する行政官に向けて、手紙を書いた。彼女が所有権を主張する根拠は「パルファム・シャネル」が『ユダヤ人の資産のままである』ことであり、ヴェルテメールには法的に「棄却」されていた。
『私には議論の余地なく、優先権がある…この会社の設立以来、私が自身の創作から得た利益は…不釣り合いなもので…あなたは、この17年間に私がこうむった不利益を、ある程度取り戻すことができるのです。』
シャネルは知らなかったが、ヴェルテメール兄弟は近いうちにナチスがユダヤ人の権限を取り上げることを予測し、1940年5月に「パルファム・シャネル」の経営権を、フランス人でキリスト教徒、実業家のフェリックス・アミオ(fr)に法的に委譲してあった。
第二次世界大戦終了後、アミオは経営権をヴェルテメールの手に返した。

### シャネルの策略

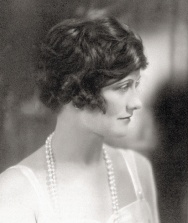

1940年代半ばまでに、シャネルNo.5の売り上げは全世界で年900万ドルに達していた。この金額は、21世紀の価値に換算すると、年2億4000万ドルに値する。金銭的なリスクは大きかったが、シャネルは「パルファム・シャネル」の経営権をヴェルテメール兄弟からもぎ取る決心をしていた。
シャネルの計画は、顧客のブランドへの信頼やイメージを傷つけ、商品の売り上げをダウンさせようというものだった。シャネルN°5はもはや「マドモワゼル・シャネル」が生み出したオリジナルの香りではないこと、市販されているものは彼女の決めた配分基準には適合しないものであり、その劣った品質を彼女は認めることができないことを公表した。
さらにシャネルは、本物のシャネルN°5を作ると発表し、「マドモワゼル・シャネルN°5」 と名付けて選ばれた顧客に提供した。
シャネルはおそらく知らなかったが、1940年にフランスからニューヨークに避難したヴェルテメール兄弟は製法を確立し、シャネルN°5の品質は安定したものとなっていた。アメリカでヴェルテメール兄弟は「パルファム・シャネル」の特使としてH.グレゴリー・トーマスを受け入れた。トーマスの任務は、シャネルの製品、特に最上の利益を生む香りシャネルN°5の品質を維持するメカニズムを確立することだった。
フランスのグラースのみで産出されるジャスミンとチューベローズの精油は香水の重要な構成要素だが、トーマスはこれらの確保に動き、戦争中も途切れることなく供給を受けていた。トーマスはのちにシャネルのアメリカ法人の社長に就任し、32年間その地位を保持した。
シャネルは、「パルファム・シャネル」とヴェルテメールを相手取った訴訟を起こし、戦略を拡大した。法廷闘争に加え、大きな広告も出した。1946年6月3日のニューヨーク・タイムズには次のような記事が掲載された。
この訴訟は『品質が劣る』ことを理由に、『フランスの親会社「パルファム・シャネル」がシャネルN°5全製品の製造販売を中止し、所有権と製品の独占権を彼女に戻すこと』を求めたものである。
ヴェルテメールは、ナチス占領の間のシャネルの行動が、社会的に受け入れられがたいものであることを認識していた。法的手続きが進行するにつれ、当然のごとく、大衆の詮索から遠ざけられてきた事実が明らかになってきた。『フォーブス』誌は、ヴェルテメールの窮地について次のようにまとめた。
『ピエール・ヴェルテメールの苦悩 ： 闘争により、戦時中のシャネルの行動が明らかになれば、彼女のイメージ、ひいては彼のビジネスが打撃を受けるかもしれない。』
最終的にヴェルテメールとシャネルは示談に応じ、1924年の契約は締結しなおされることになった。1947年5月17日、シャネルは戦時中のシャネルN°5の利益分として、21世紀の評価額にして約900万ドル相当の金額を受け取るとともに、将来におけるシャネルN°5の世界売り上げの2パーセントを取り分とすることとなった。彼女への金銭給付は莫大なもので、1年につき2500万ドル近くに上り、シャネルを世界で最も裕福な女性に押し上げた。
シャネルはまた、名称に「N°5」を含まないことを条件に「パルファム・シャネル」を離れて新しい香りを生み出す権利も得たが、それを行使することはなかった。

## 広告とマーケティング

### 1920年代と1930年代
シャネルの最初のマーケティング戦略は、自分の新しい香水についての噂をプロモーションイベント的に生み出そうというものだった。
彼女は食事を口実に、強い影響力を持つ友人たちをグラースのエレガントなレストランに招待し、シャネルN°5を吹き付けて客を驚かせたり喜ばせたりした。
シャネルN°5の公式な発表は、カンボン通りのブティックで、1921年の5月5日に行われた。シャネルにとって5は幸運を運ぶ数字で、その神秘性に傾倒していた。彼女は店の更衣室に香水を振りまき、ごく限られた上流階級の友人に瓶を贈った。シャネルN°5の成功は目前だった。シャネルの友人ミシア・セールは「宝くじに当たったようなものよ」と叫んだ。
「パルファム・シャネル」は1924年に法人格となり、香水に関する経営、生産、マーケティング、配送のすべてを取りまとめることになった。シャネルは、シャネルN°5をブティックの限られた範囲を出て、世界に打って出る時期だと感じていた。最初はアメリカ合衆国、特に贅沢品を好む顧客がいて、文化的にも商業的にもアメリカの中心であるニューヨークにターゲットを集中した。
最初のマーケティングは、慎重に、意図的に抑え気味に行われた。初めての広告は、1924年12月16日付のニューヨーク・タイムズ紙に掲載された。それは「パルファム・シャネル」の小さな部分広告で、シャネルの香水シリーズが高級デパートのボンウィット・テラーで入手できることが告知されていた。広告は目立つものではなく、シャネルの香水9番、11番、22番、そして主力商品の5番の瓶すべてが同じものに見えた。
1920年代の広告キャンペーンでは、製品ラインの提示が断続的に行われるだけであった。アメリカでは、シャネルN°5の販売は、最高級デパートの優秀な販売スタッフによる熱心な勧誘によって進められた。
ヨーロッパにおける販売戦略もまた控えめであった。有名なデパートのギャラリー・ラファイエットが、パリにおける初の香水販売小売店となった。
フランス本国では、シャネルNo.5は1940年代までまったく広告されなかった。
初めて実際にマーケティング攻勢をかけたのは、1934年から1935年にかけてである。クチュリエとしてのシャネル伝説と同様、シャネルの最も主要な香水として、シャネルN°5初の単独広告が、1934年6月10日、ニューヨーク・タイムズに掲載された。

### 1940年代

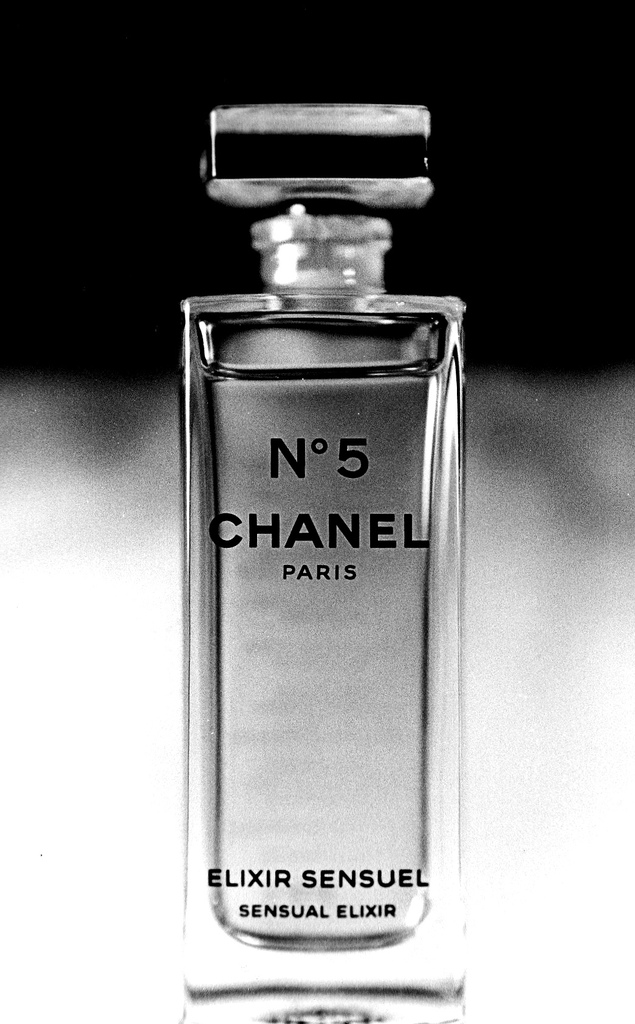
シャネルNo.5
エリクシール・センシュアル

1940年代初期、ブランドの露出を増やすのが産業界の定法だった時代に、「パルファム・シャネル」は正反対の道を行き、実際に広告量は減少していた。
1939年と1940年には、広告は重要視されたが、1941年以降それらは劇的に削減され、印刷広告はほとんど実施されなかった。
「パルファム・シャネル」重役たちは、広告支出の必要性を感じていなかったと思われる。香水の売り上げ高は第二次世界大戦中にも全盛を維持し、アメリカ合衆国では1940年から1945年にかけて売り上げが10倍に伸びるなど、シャネルN°5は大人気だった。
「パルファム・シャネル」重役たちが革新的なマーケティング法を思いついたのは、大戦中のことであった。販売顧客層を中流階級に拡大するため、1934年にポケットサイズの小瓶が導入された。香水の小瓶を軍の駐屯地の売店(PX)で販売することで、市場の拡大を狙ったのである。市場の独占状態を危うくするかもしれないという恐れもあったが、この計画を実施したところ、このマーケティング法の可能性が実証された。ブランドの地位は揺らぐことなく、贅沢とロマンス、すなわち兵士が故国に残してきた恋人への贈り物というイメージを確立したのである。
戦争が終結してナチスが敗北すると、戦時中のシャネルの対独協力行為が露見する恐れが出てきた。イメージ向上の試みとして、カンボン通りのブティックの窓にシャネルのサインとともに、希望するアメリカ軍人全員にシャネルNo.5の瓶を無償配布すると告知された。兵士たちはパリの「贅沢」な瓶を持ち帰るために長い列を作り、「フランス警察が彼女に髪の毛一本でも触れたなら、憤慨しそう」な勢いであった。

### 1950年代
1950年代、シャネルN°5のブームは、マリリン・モンローによって再燃した。モンローは香水の宣伝を頼まれたわけではなかったが、大いなる宣伝の機会となった。1954年のインタビューで、何を身に着けて眠るのか尋ねられた際、彼女は「シャネルNo.5を5滴」と挑発的に答えている。

### 1960年代
1960年代にはシャネルN°5を、バイブル的存在のヴォーグやBazaarといった高級ファッショングラビア誌が、あらゆる女性にとって必須のアクセサリーだと表現した。印刷広告は写真、文面ともに落ち着きのある保守的なもので、芽吹き始めた若者文化のエネルギーや気まぐれな美学からは距離を置いていた。「活発なすべての女性は、シャネルN°5を望む」「活発なすべての女性は、シャネルN°5を愛する」という2つのキャッチフレーズが、広告コピーとして繰り返し登場した。

### 1970年代と1980年代
1960年代の広告は、シャネルN°5の魅力を維持することはできず、かわいらしい、ファッション・バイブルとしてティーン向け雑誌を読むような上品な女子学生のための香りとされた。
1970年代、長い歴史の中でシャネルN°5は初めて、時代遅れの大量生産品とみなされるようになり、ブランドは新風を必要としていた。香水はドラッグストアや同様のアウトレットから撤去され、外部の広告代理店は契約を切られた。イメージの再生は、「パルファム・シャネル」の芸術監督ジャック・エリューに委ねられた。エリューは、フランスの女優カトリーヌ・ドヌーブをシャネルの顔に選んだ。印刷広告はアイコンとして瓶の彫刻を掲載した。
TVコマーシャルは、超現実的なファンタジー等を得意とするプロダクションを通し、創意に富んだ短編映画となった。
1970年代と1980年代には、リドリー・スコットが監督し、「同じ視覚イメージ、同じ瓶のシルエット」が描かれた。
エリューの監督下、魅力と洗練のイメージがシャネルに戻ってきた。

### 1990年代以降

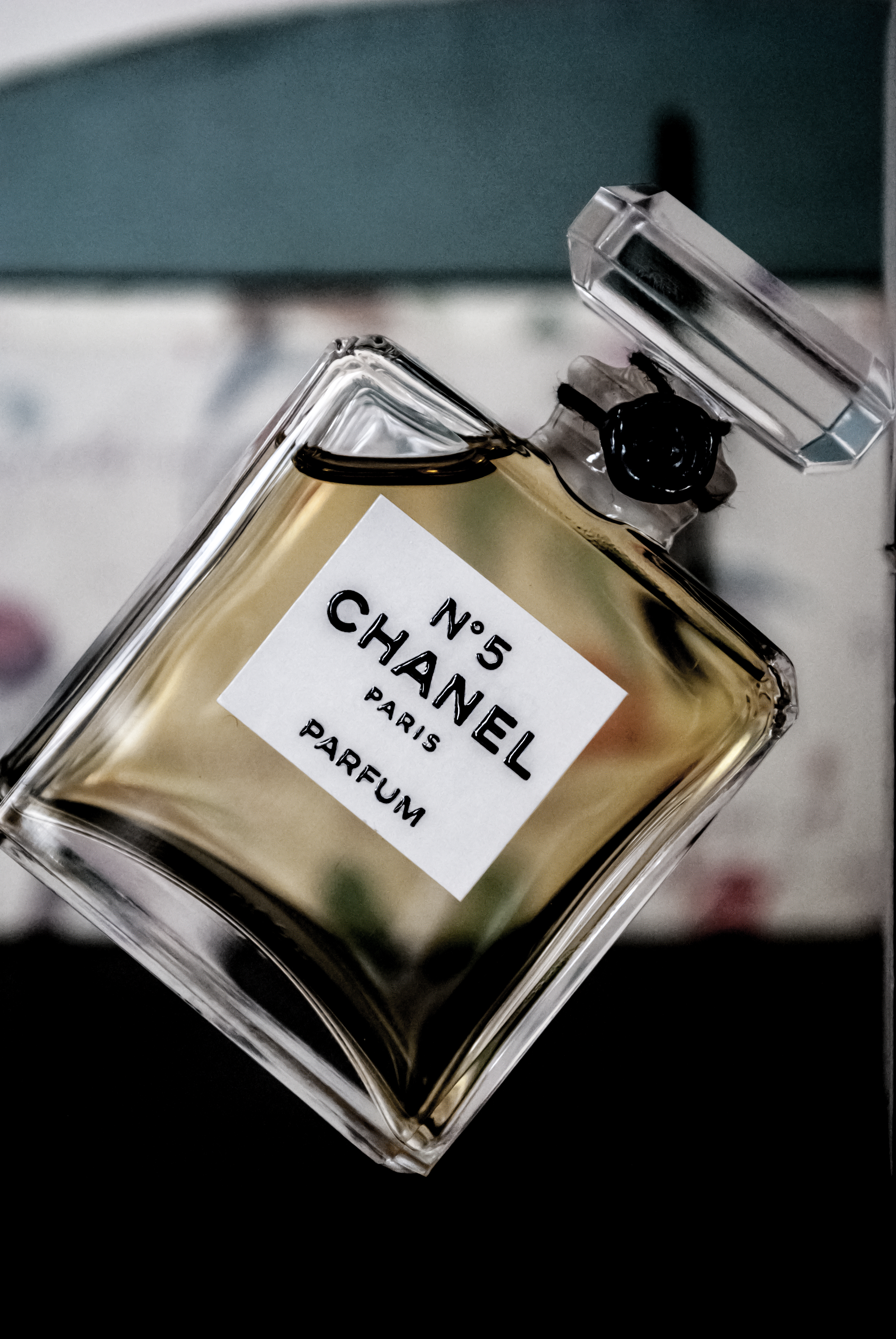
シャネルNo.5

1990年代、シャネルN°5には、他のどの香水ブランドよりも多額の広告費がかけられたという。
キャロル・ブーケは、この時期のシャネルの顔であった。
2011年現在、シャネルN°5にかけられる広告費は、年に2000万ドルから2500万ドルだと推定される。
2003年、女優のニコール・キッドマンが香水のイメージ・キャラクターとなった。映画監督のバズ・ラーマンが招かれて、キッドマンを主役にした広告キャンペーンが考案された。ラーマンは『映画 N°5』と名付けたコンセプトを、次のように説明している。
『私が作れるのは、2分間の予告編だ…本編は、これまでに実際に作られたことのない映画、シャネルN°5についてではなく、シャネルN°5が試金石となるものだ。』
ラーマンの映画は、2分間のものと30秒間のもの2本が制作され、テレビと映画館で流された。
広告費は、イギリスポンドで1,800万ポンドかかり、キッドマンには仕事の対価として370万ドルが支払われた。
現在のシャネルN°5の顔は、オドレイ・トトゥである。2012年5月には、シャネルN°5の歴史上初の男性香水モデルとして、ブラッド・ピットの名が発表された。
「『つぐない』のジョー・ライト監督により、テレビや印刷を含む複数のプラットフォームによりグローバルな販促が繰り広げられる」 ということである。
2021年には、製品の誕生100周年を記念し、フランス郵政公社より記念切手が発売された。

## 香り

### 調合の由来

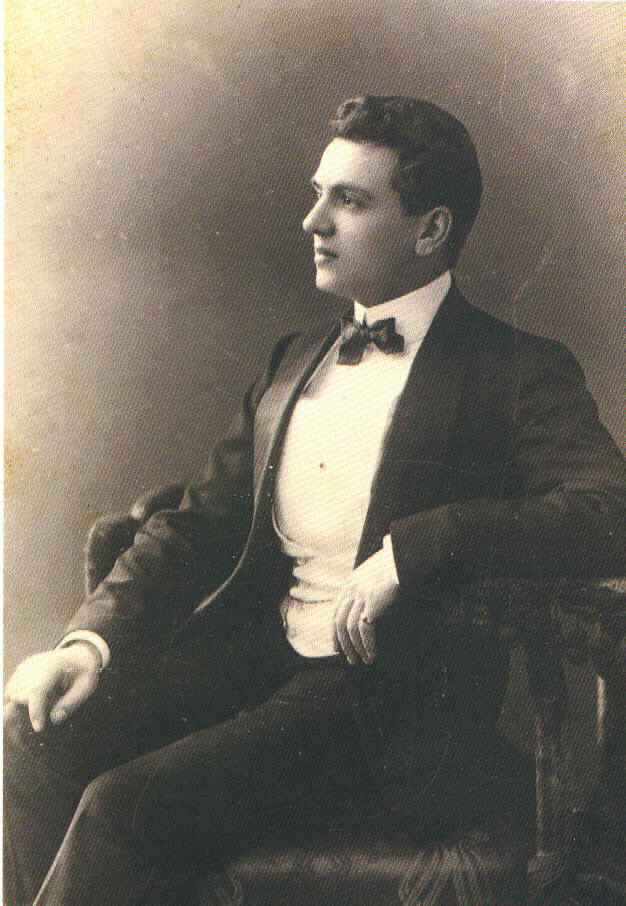
Le nez de Chanel(シャネルの鼻)
調香師エルネスト・ボー(1881–1961).

1920年初頭、フランスのリヴィエラで恋人のロシア貴族ディミトリ大公からエルネスト・ボーを紹介された当時、シャネルの中には現代的な香りを生み出したいという着想があった。
ボーはアルフォン・ラレー社の熟練調香師で、そこで1898年から働いていた。
ラレー社はロシア皇族御用達の香水会社であり、「サンクトペテルブルクの宮殿は、香水が香る宮廷として有名だった。」
アレクサンドラ皇后のお気に入りの香りはバラとジャスミンを贅沢に使用したもので、モスクワのラレー社で特別に調香されており『Rallet O-DE-KOLON No.1 Vesovoi』と名付けられていた。
1912年にボーは、ナポレオン戦争の勝敗を分けたボロジノの戦い100周年を記念し、男性用オー・デ・コロン「ル・ブーケ・ド・ナポレオン」を送り出した。この成功をふまえ、ボーはこの香りの女性版を生み出そうと思いついた。女性用香水に初めてフローラルアルデヒドの化学組成を使用したウビガンの「ケルク・フルール」(1912年)は、非常に好評を博していた。

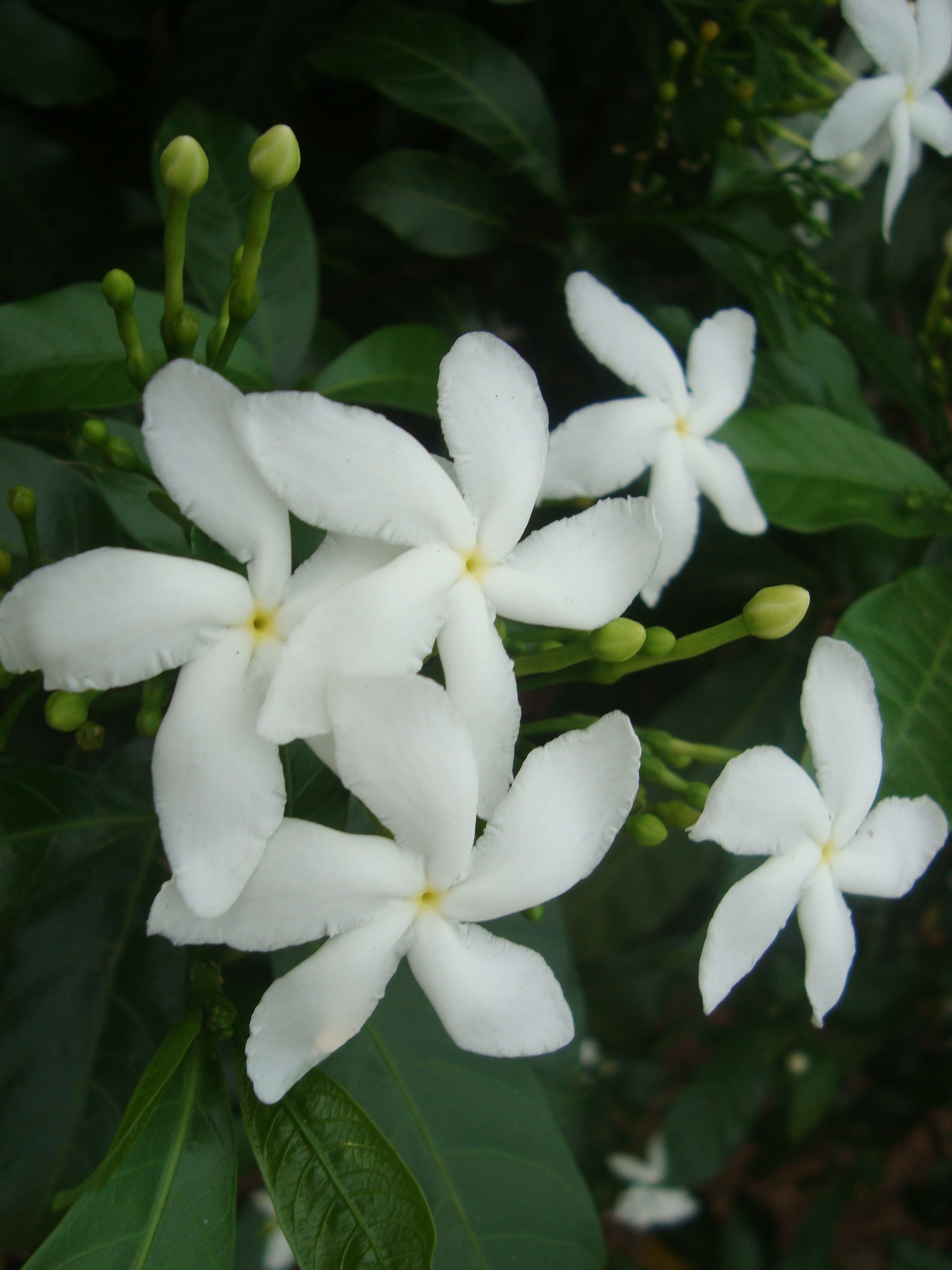
ジャスミンの花

彼はケルク・フルールに含まれるアルデヒドの実験を繰り返し、その成果は香水「ル・ブーケ・ド・キャサリン」に結実した。この香水は、1913年のロマノフ王朝300周年記念の品とされた。
しかしル・ブーケ・ド・キャサリンの発売は、間が悪かった。第一次世界大戦目前というタイミングに加え、香水と同名の帝政ロシア皇后エカチェリーナは、1世2世ともにドイツの出自であった。あまり喜ばしくない連想に加え、ル・ブーケ・ド・キャサリンは非常に高価だという事実も相まって、この香水は商業的には失敗に終わった。
「ラレーNo.1」といった香水ブランドの再生は失敗し、1914年には第一次世界大戦も勃発、ブランドを世間に周知させるには最悪のタイミングだった。
ボー自身も連合国軍と白ロシア軍に所属し、1917年から19年にかけて大陸最北のアルハンゲリスクに大尉として駐屯、Mudyug 島の刑務所で囚人のボリシェヴィキを尋問した。
極所の氷、荒涼とした海景色、吹雪の白さが彼に閃きをもたらし、この地のぴんとした空気を、新しい香水の合成に生かしたいと考えるようになった。

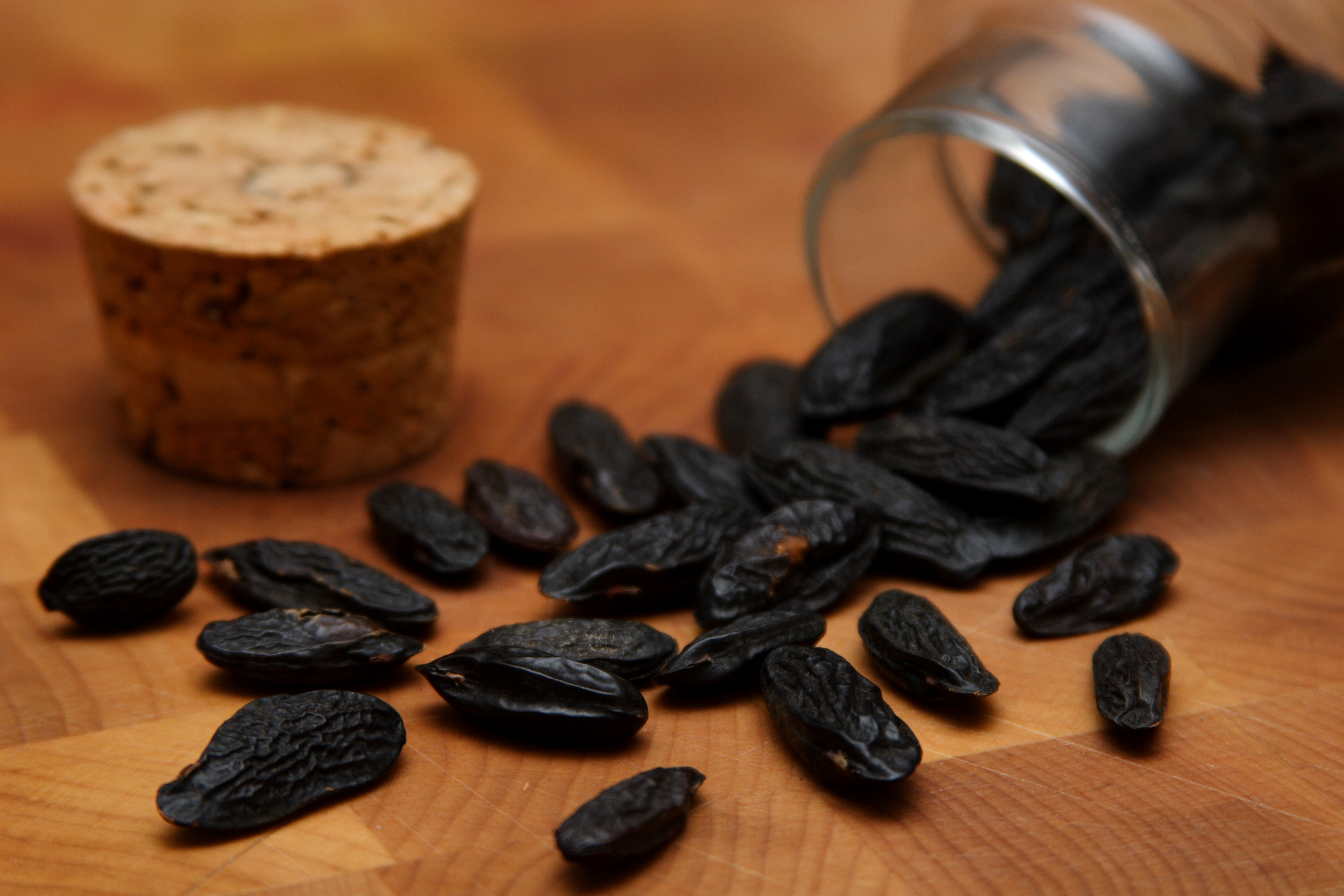
トンカ豆

ボーは、1920年夏の終わりから秋にかけての数か月をかけて、のちのシャネルN°5につながる香水を完成させた。
彼はラレーNo.1のバラとジャスミンのベースをよりクリアかつ大胆に変更、大戦中に居住していた極地の新鮮で無垢なイメージを思い起こさせる香水に仕上げた。ボー自身が発明した「ローズE.B」や、新しいジャスミン Jasophore に由来する香りなど、最新の合成物の実験を重ねた。ニオイイリスの根や自然由来のムスクを増量し、製法も複雑化した。
劇的変化をもたらしたのは、アルデヒドの使用であった。アルデヒドとは、カルボニル基、酸素、水素の有機化合物である。化学反応のある段階で研究施設の設備を利用して反応の進行を止めると、香りを分離することができる。上手く使えば、アルデヒドは「薬味」のように、香りの効能促進剤の役割を果たす。
ボーの助手コンスタンチンの言によれば、ボーが使用したアルデヒドは、清々しく澄みきった「心なごむ冬の香り」がしたという。
この素晴らしい配合は、不注意による研究事故の結果、手に入れたものだという伝説がある。普通の香料が原液で処方されるのに対し、アルデヒドは強い香料のため、原液ではなく10パーセント溶液を使用することを前提に処方に記入される習慣がある。この習慣をよく知らなかった助手が、アルデヒドの原液を処方に従って混ぜてしまい、その結果アルデヒド濃度が十倍になるということは十分にあり得るとする意見がある。しかしエルネスト・ボーの講演録では、アルデヒドの配合については語られていない。
ボーはシャネルにサンプルを提示するために、ガラスの小瓶を10個準備した。サンプルは、核となるバラ、ジャスミン、アルデヒドの配合バリエーションによって2つのグループに分けられ、それぞれに1 - 5、20 - 24の番号が振られた。
のちにシャネルは、次のように語っている。
「N°5、そう、あれは私の待ち望んだ香りでした。他のどの香水とも違う。女性の香りがする、女性の香水。」
シャネルによれば、シャネルN°5の製法は香水が作り出されて以来ほとんど変わっていないが、唯一、野生のジャコウネコと特定のニトロ基ムスクだけはどうしても変更する必要があったという。
1921年に制作されたオリジナルのN°5がベルサイユにあるオズモテック(アンティーク香水の博物館)に保管されている。これはシャネルを代表して、調香師のジャック・ポルジュが寄付したものである。